# Hirofumi Sakai
Hirofumi Sakai (酒井 浩文, Sakai Hirofumi, né le 10 février 1965) est un athlète japonais, spécialiste de la marche athlétique.

## Biographie
Il remporte la médaille d'or du 20 km marche lors des championnats d'Asie 1989, à New Delhi, dans le temps de 1 h 33 min 41 s.

### Palmarès
| Date | Compétition             | Lieu      | Résultat | Épreuve      | Performance     |
| ---- | ----------------------- | --------- | -------- | ------------ | --------------- |
| 1989 | Championnats d'Asie     | New Delhi | 1er      | 20 km marche | 1 h 33 min 41 s |
| 1990 | Jeux asiatiques         | Pékin     | 2e       | 20 km marche | 1 h 23 min 17 s |
| 1993 | Championnats d'Asie     | Manille   | 2e       | 20 km marche | 1 h 28 min 31 s |
| 1997 | Jeux de l'Asie de l'Est | Busan     | 3e       | 20 km marche | 1 h 27 min 39 s |

### Records
| Épreuve      | Performance    | Lieu | Date            |
| ------------ | -------------- | ---- | --------------- |
| 20 km marche | 1 h 26 min 9 s | Kobe | 31 janvier 1999 |